# كفار أدوميم
كفار أدوميم (بالعبرية: כפר אדומים) مستوطنة إسرائيلية مقامة على أراضي بلدة أبوديس الفلسطينية.

## المستوطنات
المُسْتَوْطَنات الإسرائيلية أو المُغْتَصَبات كما يسميها العرب الفلسطينيون ، هي تجمعات سكانية يهودية في المناطق الفلسطينية، بعضها قد أزيل وأكثرها بقي وعدد كبير منها قيد البناء.
ويعتبر السواد الأعظم من المجتمع الدولي المستوطنات الإسرائيلية في الضفة الغربية وقطاع غزة أنها خرق للقانون الدولي وللفقرة الـ 49 من اتفاقية جنيف الرابعة، ويظهر ذلك على وجه الخصوص بتبني مجلس الأمن في الأمم المتحدة للقرار 448 في مارس 1979 الذي اعتبرها غير قانونية.